# 施旺高
施旺高（德語：Schwangau）是德国巴伐利亚州施瓦本行政区的一个小镇，隶属东阿尔高县，位于巴伐利亚州南部，依傍阿尔卑斯山麓。施万高是浪漫之路上的一个重要景区，境内的霍恩施旺高汇集着著名的旅游胜地新天鹅堡和高天鹅堡。小镇距离菲森市约4公里。
施旺高未设火车站，但有巴士服务连接至菲森、霍恩施旺高以及其它一些临近的阿尔卑斯小镇。

## 地理
施旺高镇版图由施旺高至瓦尔滕霍芬连成。施旺高镇的辖区包括施万高，阿尔特施罗芬（Alterschrofen），布伦嫩（Brunnen），埃利斯霍尔茨（Erlisholz）、霍恩施旺高、霍恩（Horn）、米尔贝格（Mühlberg）和瓦尔滕霍芬（Waltenhofen）。

## 人口
居民总数从1840年的约700人上升至1939年的1542人，至1991年已有3255人在此居住。

## 经济结构
城镇经济来源主要依靠旅游业、手工业、中小型企业和农业。

## 名胜古迹
- 新天鹅堡
- 高天鹅堡
- 布拉赫贝格堡（Schloss Bullachberg）
- 圣科洛曼教堂（Kirche St. Coloman）